# Ampliación Santa Rosa
Ampliación Santa Rosa är en ort i Mexiko.   Den ligger i kommunen Yautepec och delstaten Morelos, i den sydöstra delen av landet, 60 km söder om huvudstaden Mexico City. Ampliación Santa Rosa ligger 1 449 meter över havet och antalet invånare är 331.
Terrängen runt Ampliación Santa Rosa är kuperad norrut, men söderut är den platt. Runt Ampliación Santa Rosa är det mycket tätbefolkat, med 1 056 invånare per kvadratkilometer. Närmaste större samhälle är Cuautla Morelos, 13,0 km söder om Ampliación Santa Rosa. Omgivningarna runt Ampliación Santa Rosa är en mosaik av jordbruksmark och naturlig växtlighet.